# Ед Уестуик
Едуард Джак Питър „Ед“ Уестуик (на английски: Edward Jack Peter „Ed“ Westwick, род. 27 юни 1987, Хамърсмит, Великобритания)' е английски актьор, музикант и модел познат най-вече с ролята си на Чък Бас в американския тийн сериал Клюкарката.

## Биография

### Произход и образование
Роден е на 27 юни 1987 в Хамърсмит, Лондон, но е израснал в Стивънидж, Хердфордшир. Той е най-малкото дете на Карол (по баща Бленкърон), която е педагогически психолог и на Питър Уестуик, който е университетски преподавател по бизнес. Има двама по-големи братя. На шестгодишна възраст започва музикални уроци и посещава съботно училище по драма. Учи в училище Баркли (The Barclay School) и в колежа Северен Хердфордшир (North Hertfordshire College), където взима A-Level по бизнес, право и комуникация.

### Актьорска кариера
Уестуик дебютира във филма Взлом (Breaking and Entering) през 2006 след отворен кастинг чрез Националния младежки театър в Лондон. Прави епизодични участия в британските сериали Doctors, Casualty и Afterlife. Има малка роля във филма Children of Men.
През 2007 той участва във филма Son Of Rambow и получава ролята на Чък Бас в тийн драмата Клюкарката, която е базирана по книгите на Сесили фон Зигесар. Относно получаването на ролята, Уестуик казва: „Нямаше много работа в Англия. Бях в Ел Ей само за месец и получих тази роля. Това промени живота ми.“ За да влезе напълно в ролята на Чък Бас, той говори с американски акцент, който е базиран върху героя Чарлтън Банкс от The Fresh Prince of Bel-Air.
След невероятния успех на Клюкарката, Уестуик попада в класацията Sexiest Men Alive на списание People през 2008, а през следващата година е включен и в класацията им „100 Most Beautiful“ заедно с целия каст на Клюкарката. През 2008 и 2009 година печели „Най-добър ТВ злодей“ (Best TV Villain) на Teen Choice Awards. Entertainment Weekly включва героя на Уестуик Чък Бас в класацията „Най-добре облечен ТВ герой на 2008“ заедно с колежката му в сериала Лейтън Мийстър, която играе Блейър Уолдорф. Двамата попадат и в класацията „Най-добро представяне“ на Entertainment Weekly.
През 2008 Уестуик участва в хорър филма 100 Feet, а през следващата година е част от каста на филма S. Darko, който е продължение на Donnie Darko. Появява се и като гост звезда в сериал Секс до дупка (Californication). През 2010 г. участва в късометражния филм на МакХенри Брадърс The Commuter, който е заснет със смартфон Nokia N8. Година по-късно участва в режисирания от Клинт Истууд Дж. Едгар (J. Edgar). Същата година играе в романтичната комедия Chalet Girl, където си партнира с Фелисити Джоунс, София Буш, Брук Шийлдс и Бил Най.
През 2013 играе ролята на Тибалт в Ромео и Жулиета. Участва още във филмите Bone in the Throat по едноименната книга на Антъни Бурдейн и във Freaks of Nature. През 2013 се присъединява към каст на Jekyll Island, който ще излезе през 2016. Участва и в трилъра Take Down.
През 2015 участва криминалния сериал на ABC Wicked City, който обаче бива свален от ефир след само три епизод. Въпреки това обаче сериалът е завършен, имайки общо 8 епизод, като последните 5 са качени в Hulu.

### Занимания с музика
Освен с актьорство, Уестуик се занимава и с музика. Той е бивш вокалист на английската инди рок група The Filthy Youth, чиито членове са Бен Алингъм, Джими Райт, Том Бастиани и Джон Войт. Бандата е сформирана през 2006 и е вдъхновена от Rolling Stones, The Doors и Kings of Leon. Песните „Come Flash All You Ladies“ и „Orange“ са включени в епизод на Клюкарката.

## Личен живот
След като получава ролята на Чък Бас в Клюкарката, Ед Уестуик живее заедно с колегата си Чейс Кроуфорд в квартала Челси в Манхатън, Ню Йорк. Между 2008 и 2010 Уестуик има връзка с колежката си от Клюкарката Джесика Зор, която играе Ванеса Ейбрамс. След края на сериала Уестуик се мести в Лос Анджелис.
Ед Уестуик е фен на английския футболен клуб Челси.

## Филмография
| Година | Заглавие                        | Роля          | Бележка          |
| ------ | ------------------------------- | ------------- | ---------------- |
| 2006   | „Децата на хората“              | Алекс         |                  |
| 2006   | „Взлом“ (Breaking and Entering) | Зоран         |                  |
| 2007   | Son of Rambow                   | Лорънс Картър |                  |
| 2008   | 100 Feet                        | Джоуи         |                  |
| 2009   | С. Дарко (S. Darko)             | Ранди         |                  |
| 2011   | Chalet Girl                     | Джони         |                  |
| 2011   | Дж. Едгар (J. Edgar)            | Агент Смит    |                  |
| 2013   | Ромео и Жулиета                 | Тибалт        |                  |
| 2014   | Последен полет (Last Flight)    | Чарлс Джилис  |                  |
| 2015   | Bone in the Throat              | Уил Рийвс     |                  |
| 2015   | Freaks of Nature                | Милан Пиначе  |                  |
| 2016   | Take Down                       | Били Спек     | (пост продукция) |
| 2016   | A Conspiracy on Jekyll Island   | Бен Колинс    | (пост продукция) |

## Телевизия
| Година      | Заглавие      | Роля             | Бележка                              |
| ----------- | ------------- | ---------------- | ------------------------------------ |
| 2006        | Doctors       | Холдън Едуардс   | Епизод: „Young Mothers Do Have 'Em“  |
| 2006        | Casualty      | Джони Кълин      | Епизод: Episode: „Family Matters“    |
| 2006        | Afterlife     | Дарън            | Епизод: Episode: „Roadside Bouquets“ |
| 2007 – 2012 | Клюкарката    | Чък Бас          | Водеща роля, 117 епизода             |
| 2009        | Секс до дупка | Крис „Балт“ Смит | Епизод: „The Land of Rape and Honey“ |
| 2015        | Wicked City   | Кент Грейнджър   | Водеща роля, 8 епизода               |